# カンタベリーのラウレンティウス

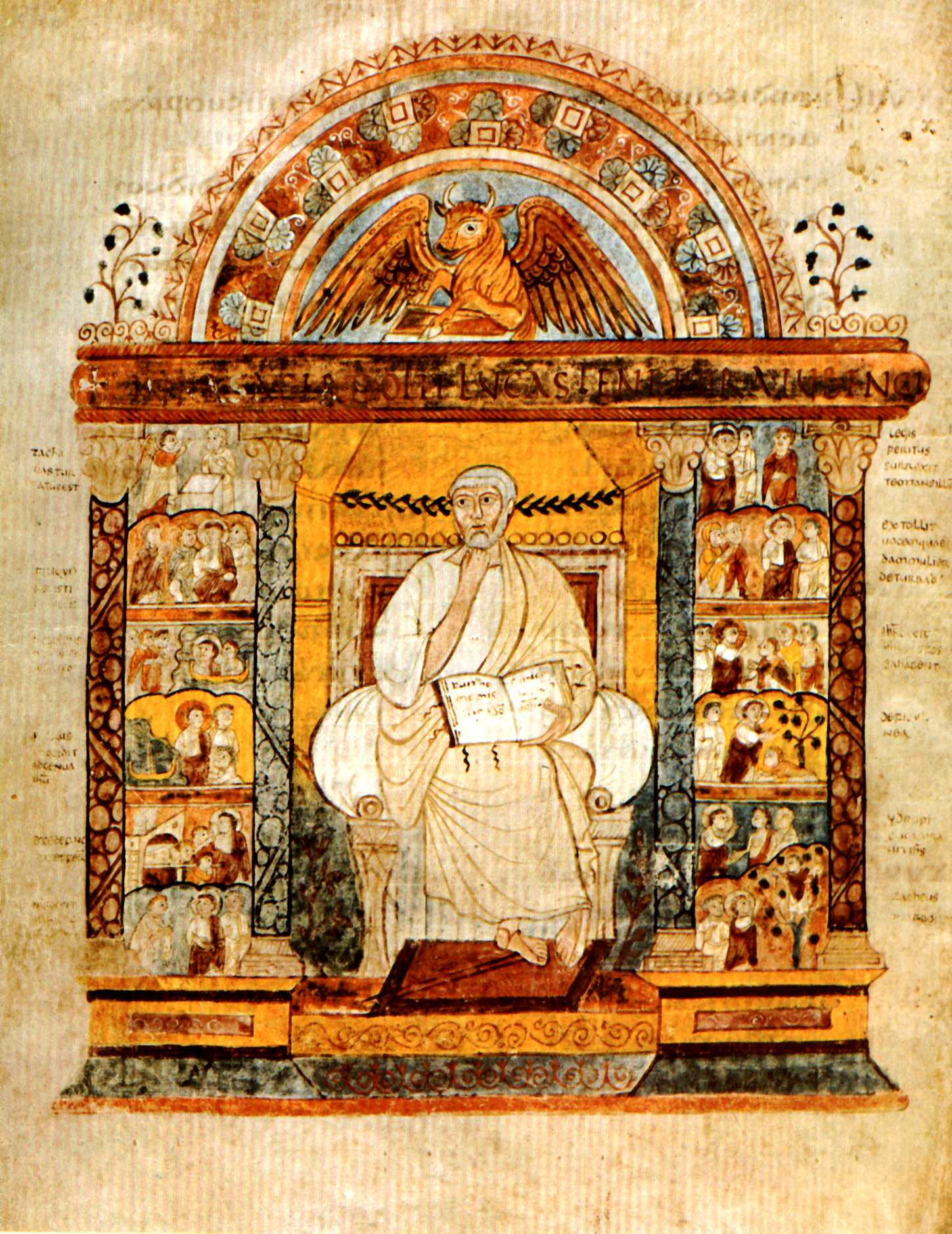
カンタベリーのラウレンティウス

カンタベリーのラウレンティウス（Laurentius, 生年不明 - 619年2月3日）は、ベネディクト会の修道士であり、第2代カンタベリー大司教である。彼は、キリスト教をイングランドへ根づかせるのに大きな役割を果たした。

## 生涯
ラウレンティウスは、ローマからイングランドへの宣教活動を目的に、597年にアウグスティヌスと共に、ケントのサネット島へ降り立った。宣教活動は順調に行き、彼は一度、布教の成功 ― ケント王国の王エゼルベルトの改宗など ― を報告するため、ローマのグレゴリウス1世の元へ帰っている。604年頃にカンタベリーの大司教座をアウグスティヌスをもって彼から引継ぎ、そしてラウレンティウス自身が死ぬまでその座にいた。
ラウレンティウスの大司教であった間、616年にエゼルベルトが死に、彼の息子エドバルドが従来の信仰へ逆戻りしたため、多くの宣教師たちがガリアへ亡命のような形で去っていった。しかし、ラウレンティウスの努力があって、エドバルドは再びキリスト教へ改心した。その時の逸話が残っている。それによると、ラウレンティウスは宣教活動をあきらめかけていたが、夢の中で聖人ペトロが現れ、彼を叱責し、鞭打った。夢から覚めたところ、その時の鞭の痕（あと）が残っており、それをエドバルドへ見せたところ、エドバルドは改心することを決めたという。